# Jake West
Jake West (1972) è un regista, montatore e sceneggiatore britannico.

## Biografia
Jake West nel 1993 inizia a lavorare nel mondo televisivo, eseguendo alcuni spot pubblicitari per MTV Networks Europe. Nel 1998 avviene il suo debutto cinematografico con il film horror vampiresco Bella senz'anima (Razor Blade Smile) con il quale vince alcuni premi.
Dal 2002 al 2004 si concentra a dirigere alcuni documentari sui registi di B-movie come Bruce Campbell, Doug Bradley e Don Coscarelli.
Nel 2005 dirige il film Evil Aliens e nel 2006 gira Ceneri alle ceneri - Pumpkinhead 3, il terzo film della serie di Pumpkinhead.

## Filmografia

### Regista
- M.I.A. (1996)
- Bella senz'anima (Razor Blade Smile) (1998)
- Whacked (2002)
- Evil Aliens (2005)
- Ceneri alle ceneri - Pumpkinhead 3 (Pumpkinhead: Ashes to Ashes) (2006)
- Doghouse (2009)

### Montatore
- Bella senz'anima (Razor Blade Smile) (1998)
- Sacred Flesh (2000)
- Whacked (2002)
- Blow Job (2002)
- Doghouse (2009)

### Sceneggiatore
- Whacked (2002)
- Evil Aliens (2005)
- Ceneri alle ceneri - Pumpkinhead 3 (Pumpkinhead: Ashes to Ashes) (2006)